# Арсенал (жіночий футбольний клуб)
Жіночий футбольний клуб «Арсенал» (англ. Arsenal Women Football Club) — англійський жіночий футбольний клуб з Лондона, виступає в жіночій Суперлізі Англії.
«Арсенал» був заснований у 1987 році за ініціативою Віка Ейкерса, який став першим і найуспішнішим тренером клубу. Він виграв найбільшу кількість матчів вищого дивізіону в історії англійського футболу.  «Арсенал» провів рекордні сім сезонів без поразок, встановивши низку рекордів Англії: за найдовшою безпрограшною серією у вищому дивізіоні, за кількістю забитих голів та за кількістю набраних очок. «Арсенал» є найуспішнішим клубом англійського жіночого футболу, утримуючи рекорди за кількістю виграних титулів у кожному з національних турнірів, в якому вони грали. Також «Арсенал» є єдиним англійським клубом, який виграв Кубок УЄФА / Лігу чемпіонів УЄФА серед жінок.  
«Арсенал» проводить свої домашні ігри на «Медоу Парк» у Борехамвуді, а деякі міжнародні ігри — на стадіоні «Емірейтс», де проводяться всі групові матчі та матчі плей-оф Ліги чемпіонів.

## Історія

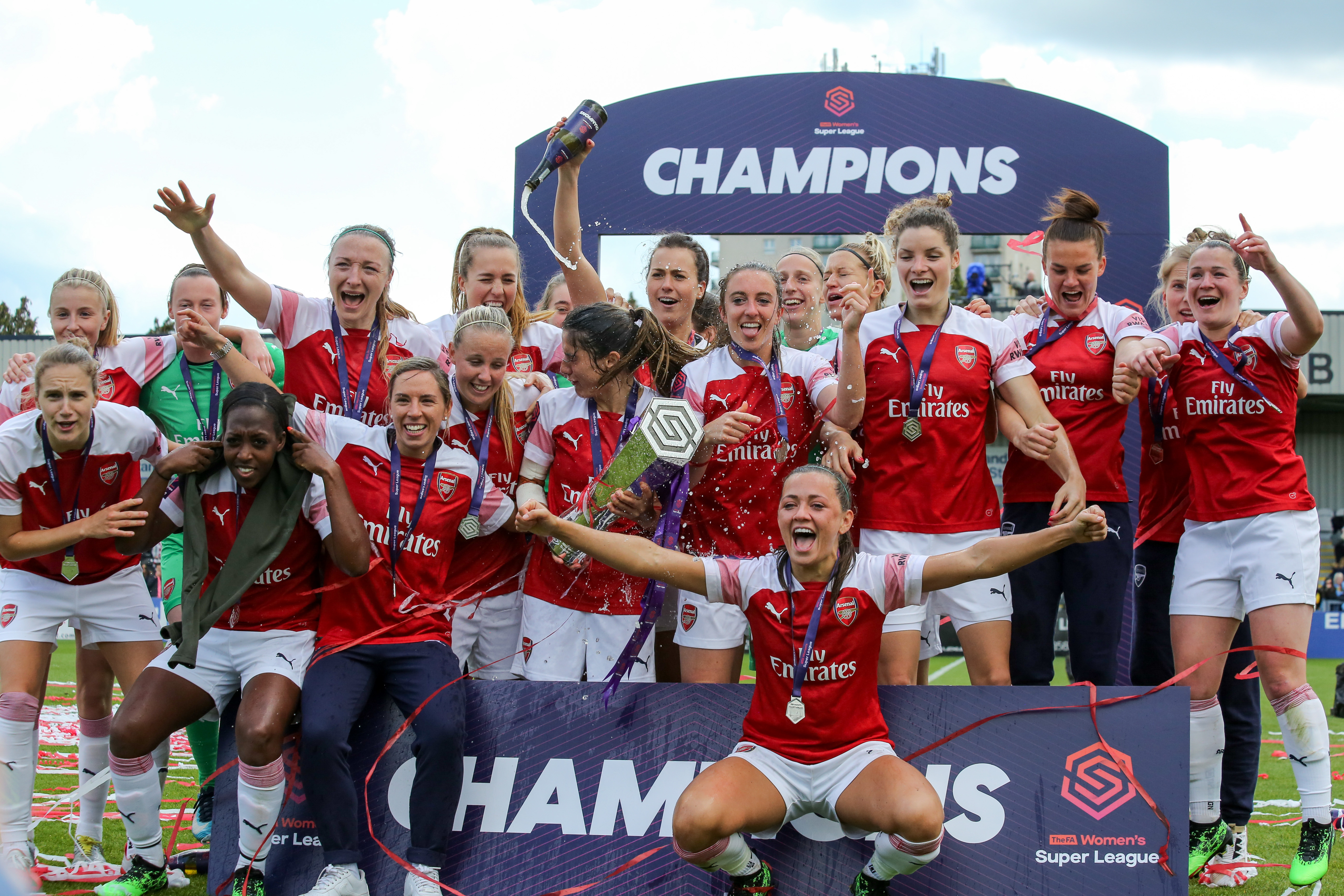
«Арсенал» святкує перемогу в FA WSL (11 травня 2019)

У 1987 році багаторічний менеджер чоловічої команди «Арсенал» Вік Ейкерс допоміг заснувати жіночу футбольну команду і був призначений її тренером. Команда «Арсенал Ледіс» почала працювати як жіноча секція клубу «Арсенал». 
В сезоні 1991–92 вона виграла свою першу велику нагороду — Кубок жіночої ліги. Також у 1992 році «Арсенал Ледіс» здобули підвищення до жіночої Прем'єр-ліги, а сезоном пізніше одразу ж виграли там золоті медалі. В 2002 році команда стала напівпрофесійною. 
«Арсенал Ледіс» багато сезонів займав вершину Прем'єр-ліги, маючи  талановитих випускників власної академії, таких як Маріанн Спейсі та Фей Вайт. Під керівництвом Ейкерса клуб завоював 11 титулів чемпіонату, дев'ять титулів Кубка Англії, десять титулів Кубка Прем'єр-ліги і п'ять перемог FA Women's Community Shield. В активі «Арсенала» було сім поспіль перемог у лізі з сезону 2003–04 до сезону 2009–10. 
В сезоні 2006–2007 років Ейкерс привів команду до найуспішнішого клубного сезону в англійському жіночому футболі, оскільки команда виграла всі доступні для неї змагання, включаючи Кубок УЄФА. Ейкерс також привів команду до ряду рекордів англійського жіночого футболу, включаючи шість років безпрограшної серії з жовтня 2003 року по березень 2009 року, провевши 108 ігор без поразок. Протягом цього періоду «Арсенал Ледіс» виграв рекордні 51 матчі чемпіонату поспіль з листопада 2005 року по квітень 2008 року. Ейкерс залишив тренерську посаду після  требла в сезоні 2008–09.
Після масштабного переформатування ліги, «Арсенал Ледіс» було названо членами-засновниками жіночої Суперліги Футбольної асоціації, яка стартувала навесні 2011 року. 
У липні 2017 року клуб було перейменовано в Жіночий футбольний клуб «Арсенал». 
24 вересня 2022 року під час дербі Північного Лондона на стадіоні «Емірейтс» було присутньо 47 367 глядачів, що стало найвищим показником для матчів жіночої Суперліги за всю її історію існування. 
27 квітня 2025 року «Арсенал» кваліфікувався до свого першого за 18 років фіналу Ліги чемпіонів УЄФА серед жінок, перемігши у півфіналі за загальним рахунком  5:3 французький «Ліон». У фіналі 24 травня «Арсенал» переміг «Барселону» з рахунком 1:0, вигравши свій другий в історії титул європейських чемпіонів.

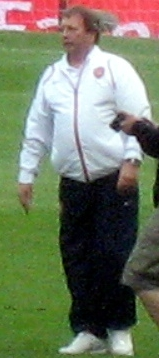
Перший та найуспішніший менеджер в історії жіночого «Арсенала» — Вік Ейкерс

### Всі тренери в історії клубу
| Dates     | Name            |
| --------- | --------------- |
| 1987–1997 | Вік Ейкерс      |
| 1997–1998 | Террі Ховард    |
| 1998–2009 | Вік Ейкерс      |
| 2009–2010 | Тоні Жервез     |
| 2010–2013 | Лаура Гарві     |
| 2013–2014 | Шеллі Керр      |
| 2014–2017 | Педро Мартінез  |
| 2017–2021 | Джо Монтемурро  |
| 2021–2025 | Йонас Ейдевалль |
| 2025–     | Рене Сігерс     |

## Поточний склад
Станом на 24 травня 2025 
| №  | Поз. | Нац.       | Гравець             |
| -- | ---- | ---------- | ------------------- |
| 1  | ВР   | Австрія    | Мануела Зінсбергер  |
| 14 | ВР   | Нідерланди | Дафні ван Домселар  |
| 40 | ВР   | Англія     | Наомі Вільямс       |
| 2  | ЗХ   | США        | Емілі Фокс          |
| 3  | ЗХ   | Англія     | Карлотта Вуббен-Мой |
| 5  | ЗХ   | Іспанія    | Лайа Кодіна         |
| 6  | ЗХ   | Англія     | Лія Вільямсон       |
| 7  | ЗХ   | Австралія  | Стеф Кетлі          |
| 15 | ЗХ   | Ірландія   | Кеті Маккейб        |
| 22 | ЗХ   | США        | Дженна Найсвонгер   |
| 26 | ЗХ   | Австрія    | Лаура Вінройтер     |
| 28 | ЗХ   | Швеція     | Аманда Ілестедт     |
| 62 | ЗХ   | Англія     | Кейті Рід           |

| №  | Поз. | Нац.       | Гравець                                  |
| -- | ---- | ---------- | ---------------------------------------- |
| 10 | ПЗ   | Шотландія  | Кім Літтл (капітан)                      |
| 12 | ПЗ   | Норвегія   | Фріда Маанум                             |
| 13 | ПЗ   | Швейцарія  | Ліа Волті                                |
| 21 | ПЗ   | Нідерланди | Вікторія Пєлова                          |
| 32 | ПЗ   | Австралія  | Кіра Куні-Кросс                          |
| 8  | НП   | Англія     | Маріона Кальденте                        |
| 9  | НП   | Англія     | Бет Мід                                  |
| 16 | НП   | Швеція     | Роса Кафаджі                             |
| 17 | НП   | Швеція     | Ліна Хуртіг                              |
| 18 | НП   | Англія     | Клое Келлі (в оренду від Манчестер Сіті) |
| 19 | НП   | Австралія  | Кейтлін Форд                             |
| 23 | НП   | Англія     | Алессія Руссо                            |
| 25 | НП   | Швеція     | Стіна Блакстеніус                        |

## Досягнення
- Суперліга
  - Чемпіон (3): 2011, 2012, 2018–19
- Прем'єр-ліга Національного дивізіону
  - Чемпіон (12): 1992–93, 1994–95, 1996–97, 2000–01, 2001–02, 2003–04, 2004–05, 2005–06, 2006–07, 2007–08, 2008–09, 2009–10
- Кубок Англії
  - Володар (14): 1992–93, 1994–95, 1997–98, 1998–99, 2000–01, 2003–04, 2005–06, 2006–07, 2007–08, 2008–09, 2010–11, 2012–13, 2013–14, 2015–16
- Кубок Суперліги
  - Володар (5): 2011, 2012, 2013, 2015, 2017–18
- Кубок Прем'єр-ліги
  - Володар (10): 1991–92, 1992–93, 1993–94, 1997–98, 1998–99, 1999–00, 2000–01, 2004–05, 2006–07, 2008–09
- Women's FA Community Shield
  - Володар (5): 2000, 2001, 2005, 2006, 2008
- Ліга чемпіонів (Кубок УЄФА)
  - Чемпіон (2): 2006–07, 2024–25